# Aut dedere aut punire
In diritto, la locuzione latina aut dedere aut punire oppure aut dedere aut judicare, in italiano o estradare o punire, esprime un principio accolto in numerose convenzioni internazionali, secondo cui lo Stato, nel cui territorio si sia rifugiato un soggetto reo di taluni gravi crimini deve o giudicarlo secondo le proprie leggi, oppure consentire all'estradizione richiesta da altri stati.

## Storia
L'espressione venne coniata per la prima volta dal giurista Ugo Grozio nel 1642 nella formula originaria "Aut dedere aut judicare". Tale formula è stata modificata successivamente in quella più corretta "aut dēdĕre aut punire".
Il principio espresso in tale formula latina non ha natura consuetudinaria, dunque in assenza di una apposita convenzione internazionale in tal senso, vige il principio consuetudinario opposto, secondo cui lo Stato può ma non è tenuto a sottoporre a giudizio ed eventualmente a punire, può ma non è tenuto a concedere l'estradizione.
In realtà il principio in esame è recepito nella "Convenzione di Montreal del 1971 sulla sicurezza aerea" ed è stato invocato dalla Libia contro Regno Unito e Stati Uniti d'America che avevano sostenuto la risoluzione ONU 748 del 1992 nella quale si imponeva al governo libico l'estradizione dei colpevoli (agenti dell'intelligence libica).

### Giurisprudenza della Corte internazionale di giustizia
- Questions relating to the Obligation to Prosecute or Extradite (Belgium v. Senegal), Judgment of 20 February 2012 https://web.archive.org/web/20131020165142/http://www.icj-cij.org/docket/index.php?p1=3&p2=3&k=5e&PHPSESSID=ec71b9fd2d51b61a6e93465d6a26fcc2&case=144&code=bs&p3=4